# Korniewo (stacja kolejowa)
Korniewo – zlikwidowana stacja kolejowa w Korniewie na linii kolejowej nr 224, w obwodzie królewieckim, w Rosji. Była to ostatnia stacja kolejowa tej linii.